# Mercè Sala
Mercè Sala Schnorkowski (Barcelona, 12 de mayo de 1943 - ibídem, 7 de mayo de 2008) fue una economista y política española, doctora en Ciencias Económicas y Empresariales. Ha sido la primera y única mujer en dirigir la Red Nacional de los Ferrocarriles Españoles (RENFE) y la impulsora de la alta velocidad en España (AVE). Fue impulsora de los liderazgos femeninos.

## Biografía
Comenzó a estudiar Ciencias Económicas en Barcelona, pero tras una rebelión estudiantil por la decisión política de prescindir del profesor Manuel Sacristán, muchos estudiantes, incluida Mercè Sala, no pudieron continuar sus estudios en la ciudad condal, por lo que tuvo que finalizar la carrera en Bilbao.
Trabajó durante 9 años en el Banco Industrial de Cataluña donde se dedicó a los estudios financieros y a la gestión de tesorería. En 1975 ingresó en Convergència Socialista de Catalunya, que luego confluiría en el PSC-Congrés, uno de los partidos integrantes del posterior Partit dels Socialistes de Catalunya (PSC). En las primeras elecciones municipales democráticas (1979), fue elegida concejala del ayuntamiento de Barcelona por la lista del PSC, que encabezaba Narcís Serra. Se volvió a presentar en 1983 y en 1987 con Pascual Maragall de cabeza de lista. Durante esa época, fue presidenta de (Transportes Metropolitanos de Barcelona) (TMB), siendo esta responsabilidad la que más tiempo le ocupó. Su trabajo en el ayuntamiento fue amplio y diverso. Tras las segundas elecciones municipales, Pascual Maragall se convirtió en alcalde, ya que Narcís Serra fue nombrado ministro de Defensa. Mercè Sala pasó a asumir la responsabilidad del primer teniente de alcalde, responsable de Urbanismo y Obras Públicas. También fue responsable de los distritos de Gràcia y de Sants-Montjuïc.
Josep Borrell, exministro de Obras Públicas, Transporte y Medio Ambiente, le encargó la presidencia de Red Nacional de los Ferrocarriles Españoles (RENFE), por lo que antes de las elecciones del año 1991 Mercè Sala dejó el Ayuntamiento. 
Durante cinco años fue presidenta de RENFE, la primera mujer en ocupar este cargo. Dicha experiencia fue recogida por Sala en su tesis doctoral, publicada en un libro: De la Jerarquia a la Responsabilitat: l’experiència de RENFE (2000). Durante este periodo, impulsó el liderazgo femenino y puso en marcha la primera línea de alta velocidad de España. También fue la responsable del cierre y desafectación (abandono definitivo) de varias líneas de ferrocarril que Enrique Barón había cerrado al tráfico de pasajeros por falta de rentabilidad, como el ferrocarril Vía de la Plata o el ferrocarril Valladolid-Ariza, pese a que tras el cierre al tráfico de pasajeros, se habían recortado casi todas las pérdidas de las líneas, y los informes empleados para justificar estos abandonos resultaron ser bastante imprecisos, mostrando unas pérdidas superiores a las reales. Por otro lado, bajo su Presidencia en RENFE se produjeron otra serie de abandonos de la red convencional, produciéndose la eliminación de servicios ferroviarios, para enfocarse en el impulso de la Alta Velcoidad. Es este el caso de la línea Ferrocarril Directo Madrid-Burgos por Aranda de Duero; en la que se eliminaron servicios como el Diurno "Iberia", se desvió el itinerario del Estrella "Puerta del Sol" por Ávila y Valladolid 1995, así como el Talgo Pendular Madrid-París en 1996, habiendo conseguido en 1992 un tiempo récord de 2h 34min de Madrid a Burgos. Esto impulsó el comienzo de la decadencia de esta línea ferroviaria. En 1996, tras las elecciones generales hubo un cambio de gobierno, por lo que Mercè Sala cesó como presidenta de RENFE y pasó a colaborar con la Universidad Politécnica de Cataluña (UPC) como presidenta de la Fundación Politécnica de Cataluña.
En 1997, Mercè Sala creó la Fundació Factor Humà (en castellano, Fundación Factor Humano), que nació con el nombre de Fundació per a la Motivació dels Recursos Humans. Su objetivo es contribuir a la mejora de la gestión de las personas en las organizaciones y ser un referente en este ámbito.
De 1999 a 2003 fue miembro del consejo de administración de la Corporación Catalana de Radio y Televisión. En febrero de 2002 le propusieron ser consejera delegada de Temoinsa, empresa industrial multinacional catalana donde permaneció hasta marzo de 2006. En marzo de 2004 aceptó la presidencia del Consejo Social de la Universidad Pompeu Fabra, donde su función era velar por la vinculación entre la Universidad y la Sociedad y garantizar que los gestores universitarios hagan un buen uso de los recursos.
En 2006 fue distinguida colegiada de mérito del Col·legi d'Economistes de Catalunya. Desde febrero de 2006, fue la presidenta del Consejo de Trabajo Económico y Social de Cataluña (CTESC) donde su principal labor era asesorar al Gobierno de la Generalitat en materias económicas y sociales desde el punto de vista de los sindicatos, de las patronales y de la economía social.
Publicó el libro El encanto de Hamelin que recoge sus ideas y reflexiones sobre el liderazgo.
Falleció el 7 de mayo de 2008, en Barcelona, después de una larga enfermedad.
Coincidiendo con el primer aniversario de su muerte, la Fundació Factor Humà creó en 2009 el Premio Factor Humà Mercè Sala, que distingue proyectos, equipos e iniciativas en los que las personas son la prioridad y que pongan en práctica los valores que Mercè Sala impulsaba: innovación, pragmatismo, visión global y humanidad.